# 나카노 마사오미
나카노 마사오미(일본어: 中野 雅臣, 1996년 4월 9일 ~ )는 일본의 축구 선수이다. 현재 일본 풋볼 리그의 레일락 시가에서 뛰고 있다.

## 구단 경력
그는 2014년부터 2022년까지 J리그의 도쿄 베르디, FC 이마바리, 이와테 그루자 모리오카에서 활동하였다.

## 국가대표팀 경력
그는 2013년 FIFA U-17 월드컵에 참가할 일본 U-17 국가대표팀에 발탁되었으며, 2경기에 출전했다.